# Гато, Энрике
Энрике Гато (исп. Enrique Gato, род. 26 апреля 1977 года в Вальядолиде) — испанский режиссёр, сценарист, продюсер и 3D/2D-аниматор. Создатель персонажа Тэд Джонс, прообразом которого стал Индиана Джонс. Трёхкратный лауреат Премии Гойя.

## Биография
Гато родился в Вальядолиде, а вырос в Мадриде. С детства увлекался анимацией и техникой. Когда у него появился первый персональный компьютер Amstrad CPC 6128, начал создавать на нём видеоигры. В 1995 году начал изучать информационные технологии в университете, сосредоточив своё внимание на компьютерной графике и вычислительной геометрии. Начал создавать малые графические движки для визуализации 3D-геометрии, что позволило ему понять, как работают такие программы, как Maya, 3D Studio Max и Softimage. Во время учёбы в университете был членом группы Artek, занимавшейся развитием компьютерной графики. С помощью графических пакетов TrueSpace и LightWave 3D создал первые короткометражные фильмы Toy Jístory и Starship Trappers.
В мае 1999 года Гато начал работать в компании Pyro Studios в качестве аниматора персонажей на проекте Heart of Stone. Также создал для игры ряд заставок. Но в начале 2000 года проект был отменён, и Гато ушёл из компании. В апреле 2000 года поступил на работу в небольшую компанию Virtual Toys, разрабатывающую видеоигры. Начал работать как технический директор, разрабатывал различные инструменты для ускорения задач анимации. Гато уволился из компании в августе 2001 года и решил закончить короткометражный фильм Bicho. В то время как он работал над фильмом, ему пришло предложение от Pyro Studios о работе в отделе кинематики. Гато пришёл в компанию в ноябре 2001 года, ему поручили разработку ряда кат-сцен для игр Praetorians и Commandos.
В 2003 году у Гато появилась возможность создать контент для компании La Fiesta, и он ушёл из Pyro Studios. Гато придумал персонажа Тэд Джонс, которого использовал для создания короткометражного фильма в ноябре 2004 года. «Тэд Джонс» в 2006 году получил Премию «Гойя» за лучший короткометражный анимационный фильм, а также ряд других национальных и международных наград. В 2007 году вышел сиквел картины «Тэд Джонс и проклятое подземелье», который тоже завоевал Премию Гойя за лучший короткометражный анимационный фильм и ряд других наград.
В 2012 году вышел первый полнометражный фильм о приключениях Тэда Джонса — «Тэд Джонс и Затерянный город», за который Энрике Гато получил Премию «Гойя» за лучший режиссёрский дебют. В 2015 году вышел второй фильм режиссёра «Лунный флаг», также завоевавший ряд наград.

## Фильмография
| Год  | Название                               | Работа                  | Детали Компания                                 |
| ---- | -------------------------------------- | ----------------------- | ----------------------------------------------- |
| 2017 | Тэд-путешественник и Тайна царя Мидаса | Режиссёр                | Полнометражный фильм Lightbox                   |
| 2015 | Лунный флаг                            | Режиссёр                | Полнометражный фильм Lightbox                   |
| 2012 | Рука Нефертити                         | Исполнительный продюсер | Короткометражный фильм El Toro, Lightbox, Ikiru |
| 2012 | Тэд Джонс и Затерянный город           | Режиссёр                | Полнометражный фильм El Toro, Lightbox, Ikiru   |
| 2007 | Тэд Джонс и проклятое подземелье       | Режиссёр                | Короткометражный фильм La Fiesta PC             |
| 2006 | Commandos 3: Destination Berlin        | Аниматор                | Видеоигра Pyro Studios                          |
| 2005 | Praetorians                            | Аниматор                | Видеоигра Pyro Studios                          |
| 2004 | Тэд Джонс                              | Режиссёр                | Короткометражный фильм La Fiesta PC             |
| 2002 | Суперлопес                             | Режиссёр                | Персональный проект Короткометражный фильм      |
| 2001 | Bicho                                  | Режиссёр                | Персональный проект                             |
| 1999 | Pepe pescador                          | Аниматор                | Короткометражный фильм                          |
| 1997 | Starship Trappers                      | Режиссёр                | Персональный проект                             |
| 1994 | Toy Jístory                            | Режиссёр                | Персональный проект                             |